# ブラジルナッツ効果

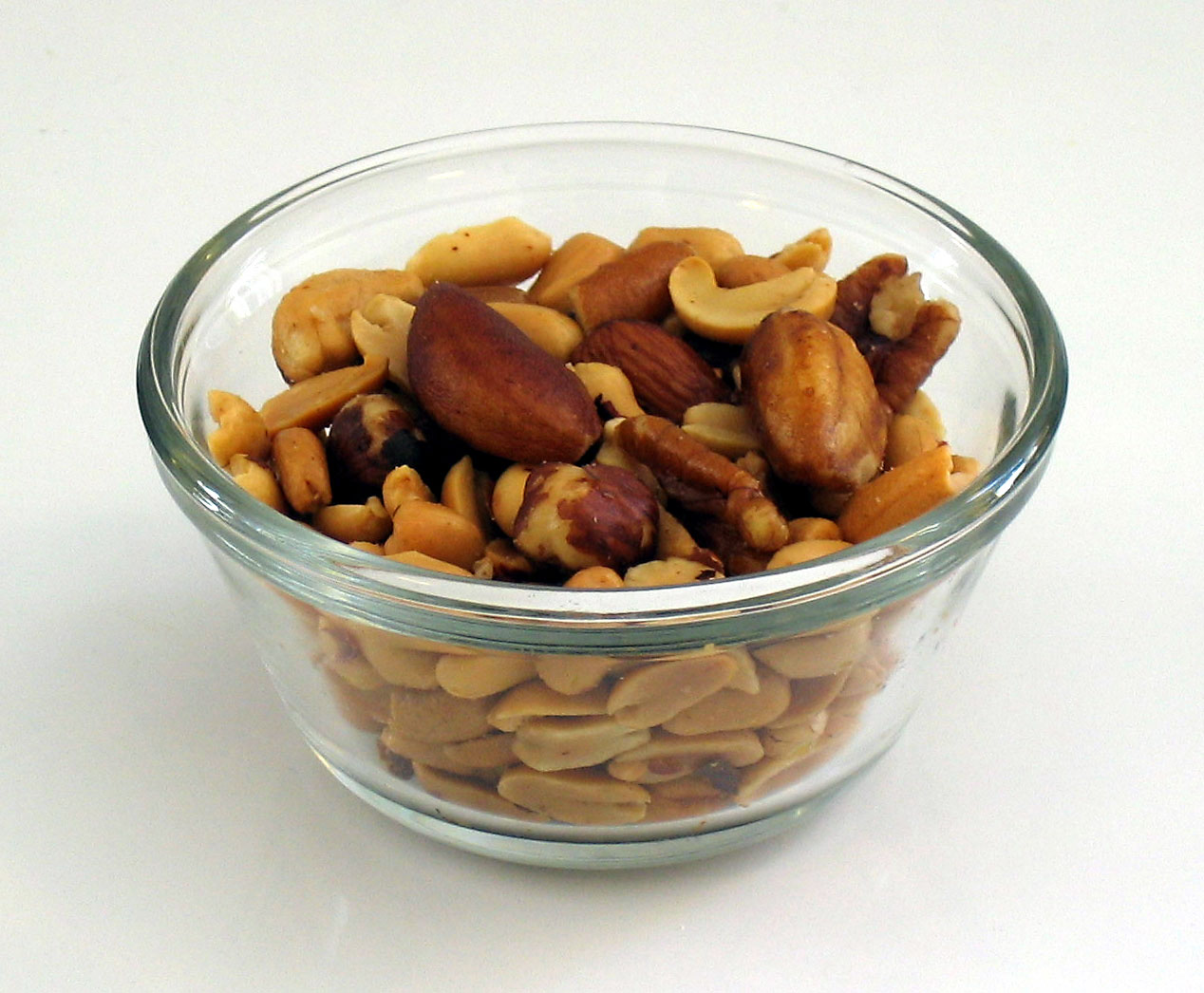
他のナッツの上に乗ったブラジルナッツ

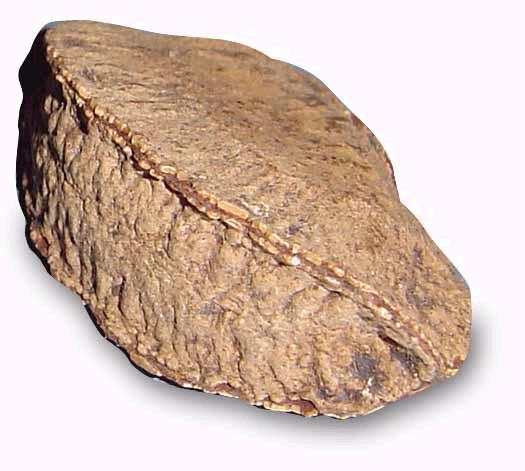
殻に入った状態のブラジルナッツ

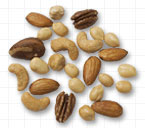
ミックスナッツ

ブラジルナッツ効果（ブラジルナッツこうか）とは、大きさの異なる粉粒体の混合物を振ると、最も大きな粒子が表面に浮き上がってくる現象のことである。ミックスナッツでは最も大きな粒はブラジルナッツであることが多いことからこのように呼ばれる。この現象は、同じような密度で大きさの異なる粒からなる朝食のシリアルの箱の中でも見られることから、ミューズリー効果と呼ばれることもある。

## 原因についての議論
最も大きくおそらく一番重いであろう粒子が浮き上がってくるのは直感に反するようにも思われるが、そのメカニズムにはいくつかの説明が考えられている。以下に代表的なものを挙げる。
- 小さな粒は振られるごとに大きな粒の下の隙間に落ちることができる。それを繰り返すことで大きな粒が浮き上がる[1][2]。ミックスナッツを含む系全体の任意の状態を考えると、その重心はブラジルナッツの周りに空間があるため最適とは限らない。ナッツが振られると、重力は系全体の重心を下方向に移動するように働き、それはブラジルナッツを上に動かすことのみ可能になる。重力は上にあがったものをその位置に保つようにも働く。
- 振動を与えると粒子が対流により移動する[3]。各々の粒子は中心部で上に移動し、表面を横切って、側面で下に移動する。大きな粒も対流により中心から上がってくるが、側面の流れは大きな粒には狭すぎて下には移動できず、一旦上部にくるとそこに留まる。
- 粒子の間の空気の流れの効果を含めると、大きな粒は浮力または沈降する力を得る[4]。

以上のようなメカニズムのどれか一つだけが正しいというわけではなく、ブラジルナッツ効果は複合的な要因によって起こると考えられている。
条件次第では大きな粒子が底へ沈む現象も観察され、逆ブラジルナッツ効果として知られる。

## 応用
ブラジルナッツ効果はいくつかの製造工程において真剣な興味の対象になっている。異質な粒子からなる材料が製造される場合は、通常、粒の種類ごとに勝手に分離してしまうのは望ましくない。ブラジルナッツ効果の大きさは、粒の大きさと密度、粒の間を流れる気体の圧力、容器の形状などの影響を受ける。
天文学では、イトカワのような密度の低い岩石からなる小惑星でこの現象が観測される。 地質学では、地震や地すべりの際の液状化現象で、古い地層の物体が表面に出てくる現象の要因の一つとなっている。